# Municipio de Wayne (condado de Starke)
El municipio de Wayne (en inglés: Wayne Township) es un municipio ubicado en el condado de Starke en el estado estadounidense de Indiana. En el año 2010 tenía una población de 4541 habitantes y una densidad poblacional de 48,21 personas por km².

## Geografía
Según la Oficina del Censo de los Estados Unidos, tiene una superficie total de 94.2 km², de la cual 94,05 km² corresponden a tierra firme y (0,15 %) 0,15 km² es agua.

## Demografía
Según el censo de 2010, había 4541 personas residiendo. La densidad de población era de 48,21 hab./km². De los 4541 habitantes, estaba compuesto por el 97,42 % blancos, el 0,07 % eran afroamericanos, el 0,37 % eran amerindios, el 0,22 % eran asiáticos, el 0,59 % eran de otras razas y el 1,32 % eran de una mezcla de razas. Del total de la población el 4,82 % eran hispanos o latinos de cualquier raza.